# Reinhard Tritscher
Pour les articles homonymes, voir Tritscher.
Reinhard Tritscher, né le 5 août 1946 à Ramsau am Dachstein et mort le 20 septembre 2018 dans la même ville, est un skieur alpin autrichien.

## Coupe du monde
- Meilleur résultat au classement général : 3e en 1969
  - 4 victoires : 1 descente, 2 géants et 1 slalom
  - 8 podiums

### Saison par saison
- Coupe du monde 1968 :
  - Classement général : 16e
- Coupe du monde 1969 :
  - Classement général : 3e
    - 2 victoires en géant : Kranjska Gora et Squaw Valley
    - 1 victoire en slalom : Wengen
- Coupe du monde 1971 :
  - Classement général : 33e
- Coupe du monde 1972 :
  - Classement général : 25e
- Coupe du monde 1973 :
  - Classement général : 16e
    - 1 victoire en descente : Val-d'Isère
- Coupe du monde 1974 :
  - Classement général : 13e
- Coupe du monde 1975 :
  - Classement général : 38e

## Arlberg-Kandahar
- Vainqueur du slalom 1968 à Chamonix